# Fremont (Ohio)
Fremont – miasto w Stanach Zjednoczonych, leżące na północy stanu Ohio, siedziba władz hrabstwa Sandusky. Liczba mieszkańców w 2000 roku wynosiła 17 865. Nazwa miastu została nadana na cześć Johna Frémonta, amerykańskiego wojskowego, podróżnika i odkrywcy.
Miasto leży w strefie klimatu kontynentalnego, z gorącym latem, należącego według klasyfikacji Köppena do strefy Dfa. Średnia temperatura roczna wynosi 10,1°C, a opady 889 mm (w tym do 57,4 cm opadów śniegu)